# Eublemma dinawa
Eublemma dinawa är en fjärilsart som beskrevs av Bethune-Baker 1906. Eublemma dinawa ingår i släktet Eublemma och familjen nattflyn. Inga underarter finns listade i Catalogue of Life.